# Герб Бердичівського району
Герб Берди́чівського райо́ну — офіційний символ Бердичівського району Житомирської області, затверджений рішенням Бердичівської районної ради V скликання, на пленарному засіданні XXVII сесії 30 жовтня 2008.
Автор — А. Ґречило.

## Опис герба
Щит заокруглений, розтятий зеленим і червоним. На щиті два золотих бердиші в косий хрест, між ними — чотири срібні шишки хмелю. 
Щит облямований вінком із зелених гілок дуба, золотих пшеничних колосків та трьох червоних кетягів калини, перевитих синьо-жовтою стрічкою, та увінчаний золотою територіальною короною.

## Символіка
Зелений колір на щиті уособлює природні багатства, а червоний підкреслює приналежність регіону спершу до Київської землі, а потім до Волині, герби яких мали червоне поле.
Поширеною є думка, що коренева основа слова Бердичів пов'язана із зброєю. Бердиш — це широка довга сокира з лезом у вигляді півмісяця на довгій палиці. Два бердиші всередині щита відображають історію заселення краю та оборону проти загарбників, а також вказують на районний центр, у гербі якого теж використовується зображення бердиша відповідно до однієї із версій про походження назви міста Бердичева і району. Шишки хмелю уособлюють працьовитість мешканців району.